# Tapikka
Tapikka era una ciutat hitita situada a la moderna Maşat Hüyük (Turquia), a uns 60 kilòmetres al nord-est de la capital hitita Hattusa. Es creu que els kashka la van destruir poc abans del 1350 aC. A la ciutat es va trobar una important col·lecció de cartes del regnat de Tudhalias III, que permeten fer-se una idea de la situació de l'Imperi Hitita al segle xiv aC.
Trevor Bryce diu que les excavacions en aquesta ciutat van començar l'any 1973, i demostren que era un centre administratiu i lloc de concentració militar de la regió de les fronteres del nord del país. Entre les restes de l'edifici que sembla el més important de la ciutat, anomenat "palau", es van trobar 116 tauletes d'argila que corresponen a la primera meitat del segle xiv aC, entre elles 96 cartes.Moltes van ser escrites pel "Gran Rei" en persona i anaven dirigides a oficials principals destacats a Tapikka. Una part d'aquestes cartes són comunicacions que mostren la preocupació del rei pel que estava passant en aquell moment a la frontera, demanava informació sobre els atacs i els moviments dels kashka i del saqueig que feien del gra, cosa que posava en perill al regne, ja que el territori en produïa en gran quantitat. Els oficials responien les peticions del rei i demanaven més homes i més armes per defensar el territori. En resum, expliquen la gravetat de la situació del regne en temps de Tudhalias.
Muwatallis II cap a l'any 1300 aC la va reconstruir i fortificar, i la va entregar a son germà Hattusilis com a part del regne d'Hakpis que havia creat per a fer front als freqüents atacs dels kashka.